# Conwy (autoridad unitaria)
Conwy (del anglosajón: Conway) es una autoridad unitaria localizada en el norte de Gales en el Reino Unido.
Limita al sur y al suroccidente con el condado de Gwynedd, al oriente con la autoridad unitaria de Clwyd de Denbighshire, y al norte con el mar de Irlanda.
En su territorio se encuentra el balneario de Llandudno y el parque natural de Snowdonia. La casa más pequeña de Gran Bretaña está en la ciudad de Conwy.

## Localidades
- Abergele
- Colwyn Bay
- Conwy
- Dwygyfylchi
- Kinmel Bay
- Llanddulas
- Llandudno
- Llandudno Junction
- Llanfairfechan
- Llanrwst
- Llansanffraid Glan Conwy
- Mynydd Marian
- Penmaenmawr
- Penrhyn Bay
- Trefriw